# Mückenhain
Mückenhain ist ein Ortsteil der ostsächsischen Gemeinde Horka mit etwa 250 Einwohnern.

## Geographie
Mückenhain liegt rund vier Kilometer südlich von Horka im Flussgebiet des Weißen Schöps. Östlich der Ortschaft verläuft die Bahnstrecke Berlin–Görlitz mit Bahnhöfen in Horka und Kodersdorf. Westlich von Mückenhain liegt Särichen an der Bundesstraße 115, östlich liegen hinter einem Waldgebiet Biehain, Kaltwasser, Klein Krauscha und Emmerichswalde.

## Geschichte

### Ortsgeschichte
Die urkundliche Ersterwähnung Mückenhains fällt in die erste Hälfte des 14. Jahrhunderts. Spätestens seit der Reformation ist Mückenhain in Horka eingepfarrt. Dort erhielten die Kinder vom Pfarrer eine schulische Unterweisung, bis 1878 eine Schule gebaut wurde.
Die Grundherrschaft über Mückenhain übten seit Ende des 15. Jahrhunderts die Herren von Gersdorff auf Horka aus. Durch Fahrlässigkeit brannten im Jahr 1585 das Gut und fünf angrenzende Gehöfte nieder. Der Wiederaufbau erfolgte unter Abraham von Gersdorff.
Mückenhain hatte bedeutende Tonlagerstätten, in denen bereits um 1600 Ton abgebaut wurde. Seine Weiterverarbeitung erfolgte in der Ziegelei des Ritterguts.
Durch den Prager Frieden von 1635 gelangten die beiden Lausitzer Markgraftümer an Kursachsen. In der Folge wurde die Lausitz im Dreißigjährigen Krieg (1618–1648) verstärkt Kriegsschauplatz. Im Jahr 1647 soll eine kleine Fronfeste des Mückenhainer Rittergutes mit vier Gefängniszellen erbaut worden sein. Durch drei Schöppenbücher ist belegt, dass das Dorf ein eigenes Gericht nebst drei Schöffen hatte.
Im Jahr 1710 endete die Herrschaft der Herren von Gersdorff in Mückenhain. Abraham von Reibold ließ 1731 auf dem Rittergut ein neues Herrenhaus samt einer Brennerei und einer Brauerei erbauen. Später kam auch eine Mühle am Weißen Schöps hinzu.
Nachdem das Königreich Sachsen in den Befreiungskriegen an napoleonischer Seite kämpfte, musste es nach dem Wiener Kongress 1815 weite Landesteile, unter anderem die gesamte Niederlausitz und den nordöstlichen Teil der Oberlausitz an Preußen abtreten. Durch die anschließende Verwaltungsreform wurde Mückenhain noch 1815 dem neu gebildeten Landkreis Rothenburg zugeordnet. Friedrich Rudolph Lucke übernahm 1840 das Rittergut. Sein 1888 geadelter Nachkomme Hans von Lucke war von 1885 bis 1907 Landrat des Rothenburger Kreises. Ihm folgte der in Mückenhain geborene Philipp von Lucke, der bis 1919 als Landrat tätig war.
Im Ersten Weltkrieg fielen 14 Mückenhainer Soldaten, denen 1922 ein zwei Meter hohes Denkmal aus schlesischem Granit in der Dorfmitte gewidmet wurde. Gegen Ende des Zweiten Weltkriegs wurde Mückenhain ein Kriegsschauplatz. Nachdem die Sowjetarmee am 16. April 1945 die Lausitzer Neiße überquerte, wurde Mückenhain am 18. und 19. April stark umkämpft. Dabei wurden viele Gebäude zerstört und es waren viele Tote zu beklagen, die auf zwei Soldatenfriedhöfen begraben wurden.
Nach Kriegsende wurde der Gutsbesitz enteignet und in der Bodenreform an Kleinbauern und Flüchtlinge und Vertriebene aus den ehemals deutschen Ostgebieten verteilt. Das 1731 erbaute Herrenhaus wurde auf einen Befehl der SMAD nach 1950 abgerissen. Eine Landwirtschaftliche Produktionsgenossenschaft (LPG) wurde bereits 1953 gebildet, es dauerte jedoch noch bis zum „sozialistischen Frühling“ 1960, bis Mückenhain vollgenossenschaftlich bewirtschaftet wurde.
Nach der Deutschen Wiedervereinigung wurde im Ort eine neue Eigenheimsiedlung angelegt sowie das Straßen-, Telekommunikations- und Stromnetz erneuert.
Im Zuge der sächsischen Gemeindegebietsreform wurden zum 1. März 1994 die Gemeinden Biehain und Mückenhain nach Horka eingegliedert.
Mückenhain verfügt darüber hinaus über einen lebendigen Dorfverein (Dorfverein Mückenhain e.V.), welcher das kulturelle Zusammenleben der Einwohner des Ortes durch diverse Veranstaltungen und gemeinsame Ausflüge bereichern möchte.

### Bevölkerungsentwicklung
| Jahr | Einwohner |
| ---- | --------- |
| 1825 | 202       |
| 1863 | 280       |
| 1871 | 260       |
| 1885 | 293       |
| 1905 | 494       |
| 1925 | 293       |
| 1939 | 339       |
| 1946 | 355       |
| 1950 | 274       |
| 1964 | 341       |
| 1971 | 321       |
| 1988 | 266       |
| 1990 | 255       |
| 1992 | 245       |
| 1999 | 265       |
| 2002 | 243       |
| 2008 | 239       |
| 2011 | 233       |

Im Jahr 1777 wirtschafteten in Mückenhain 11 Gärtner und 17 Häusler.
Im Langzeitvergleich der Einwohnerzahlen Mückenhains, die sich zumeist zwischen 240 und 300 bewegen, ergeben sich nur kleine Änderungen, obgleich kurzzeitig starke Schwankungen zu verzeichnen sind. So ist beispielsweise in der Mitte des 40 Jahre währenden Zeitraums von 1885 bis 1925 ein Anstieg um 200 Einwohner zu verzeichnen und zwischen 1946 und 1950 ein Abfall der Bevölkerungszahl um 80 zu verzeichnen, dem in den Folgejahren ein nahezu gleich großer Bevölkerungszuwachs folgte. Erst ab den 1970er Jahren ist ein deutlicher Bevölkerungsrückgang zu verzeichnen.

### Ortsname
Der Ortsname hat sich seit der Ersterwähnung nur wenig verändert, hauptsächlich waren dabei die Vokale und Umlaute betroffen. Von Mückinhain (1327) über Mekinhain, Mekkinhayn (1374/82) und Mockinhayn (1403) war bereits 1414 die Schreibweise Mükenhain bekannt. Spätere Varianten beinhalteten Mucken-, Möcken- und Mücken- im Wortstamm, sowie -han und -hayn in der Endung.
Der Name wird in der Regel als (Rodungs-)Siedlung in einem mückenreichen Wald oder Hain gedeutet.

## Persönlichkeiten
- Abraham Wolfgang von Gersdorff (1649–1710), Amtshauptmann
- Claus von Lucke (1916–2006), Offizier, Gutspächter und Inhaber des Ritterkreuzes des Eisernen Kreuzes
- Hans von Lucke (1842–1911), Verwaltungsbeamter, Rittergutsbesitzer und Parlamentarier, Landrat des Landkreises Rothenburg
- Philipp von Lucke (1872–1931), Verwaltungsbeamter und Rittergutsbesitzer, Landrat des Landkreises Rothenburg